# 中馬庚

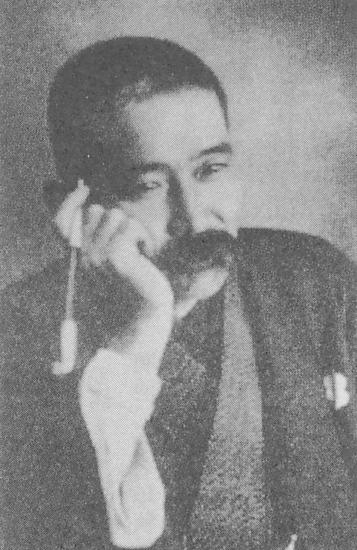
中馬庚

中馬庚（日语：／ Chuman Kanae；1870年3月10日—1932年3月21日）薩摩國鹿兒島城下西千石馬場町（今鹿兒島縣鹿兒島市西千石町）人，是日本教育家和棒球手。是將美國傳過的「Baseball」運動翻譯成「野球」一詞的人。舊姓「今藤」，為家中的三男，因母親為獨生女，故繼承其姓而為「中馬」。

## 生平
1887年3月自三州義塾畢業，隔年9月就讀第一高等中學校。在校時即為活躍的選手，1893年即將自第一高等中學校畢業之際，受邀撰寫一部球隊的歷史，便開始思考如何為這些運動取個好名字。當時的日本人依一般外來語的習慣音譯此一運動為「ベースボール」，但對於不了解此項運動的人來說，根本無法體會此一稱呼的涵義。
1894年秋天，中馬庚想起有人將 Tennis（網球）翻譯成「庭球」，係因為那是在庭院打的球；既然 Baseball 是在原野上打的球，便可以稱之為「野球」。這時第一高等中學校改制為「第一高等學校」，於是1895年2月出版的球隊史便取書名為「一高野球部史」。
1970年，中馬庚被選入日本野球殿堂。